# Albuca fastigiata
Albuca fastigiata là một loài thực vật có hoa trong họ Măng tây. Loài này được Jonas Carlsson Dryander mô tả khoa học đầu tiên năm 1784.